# Mimoza Koike
Pour les articles homonymes, voir Koike.
Mimoza Koike, née en 1982 à Tokyo, est une danseuse classique japonaise. Elle est la fille du peintre Kazumi Koiké.

## Formation
Mimoza Koike vient étudier la danse classique en 1998 au Conservatoire national supérieur de musique et de danse de Lyon dont elle intègre le Jeune Ballet pour la saison 2000-2001.

## Carrière
En 2001, elle rejoint la compagnie du Grand Théâtre de Genève où, jusqu'en 2003, elle dansera les pièces du répertoire de la compagnie, notamment des œuvres de John Neumeier, George Balanchine et William Forsythe.
En 2003, elle est engagée aux Ballets de Monte-Carlo dirigés par Jean-Christophe Maillot, où elle sera nommée soliste en 2005. Elle danse de grands rôles comme ceux de Titania dans Le Songe, d'Iris dans Œil pour œil, de la fée dans Cendrillon, la fée Lilas dans La Belle... Elle interprète également les rôles des ballets créés par les chorégraphes invités tels que Forsythe, Jiří Kylián, Sidi Larbi Cherkaoui, et le répertoire balanchinien de la compagnie.
Attirée par la chorégraphie, elle crée pour le Monaco Danse Forum la pièce Rossignol ou pour les Imprévus des Ballets de Monte-Carlo la pièce Ichi Ni San.
Avec le Musée Marc-Chagall  de Nice et deux autres danseurs chorégraphes, Gaétan Morlotti et Bruno Roque, elle crée  un spectacle ayant pour argument l'enfance du peintre  à Vitebsken s'inspirant du récit autobiographique de Chagall Ma vie.
En 2010 elle rejoint Le Logoscope à Monaco. Sous son impulsion, est organisé le Japan Dance projet, un cycle de spectacles donnés à Tokyo à l'été 2015. 
Mimoza Koike est chevalier de l'Ordre du mérite culturel de Monaco depuis 2015.

## Sources
- Madame Figaro Japon, Yoshiko Urano, 8 mars 2012,La soliste.
- Nice-Matin, 28 décembre 2011, Jean-Christophe Maillot signe un Lac magnifique au Grimaldi Forum
- (de)Mai fest spiele, Wiesbaden, avril 2011, page 34.